# Vinicio Villani
Vinicio Villani (Lussinpiccolo, 3 aprile 1935 – Pisa, 3 febbraio 2018) è stato un matematico italiano che si è occupato anche di didattica della matematica e della geometria.

## Biografia
Villani studiò alla Scuola Normale Superiore di Pisa, dove si è laureato nel 1957.
Ha ricoperto la cattedra di geometria, prima presso l'Università di Genova e poi a quella di Pisa, dove ha poi insegnato anche didattica della matematica. Nell'ateneo pisano ha inoltre tenuto corsi di biostatistica presso la Facoltà di Medicina.
Dal 1974 al 1979 è stato presidente della Commissione italiana per l'insegnamento della matematica (CIIM). Dal 1982 al 1988 è stato presidente dell'UMI-Unione matematica italiana.

## Opere
Ha scritto numerosi libri e articoli, alcuni dei quali sono:
- Matematica per discipline biomediche (McGraw-Hill, terza ed. 2001)
- Cominciamo da 0 (Pitagora, prima ed. 2003)
- Cominciamo dal punto (Pitagora, 2006)
- Non solo calcoli: Domande e risposte sui perché della matematica (Springer, 2012)